# Copa de España de Ciclismo Profesional 2019
La 1.ª edición de la Copa de España de Ciclismo Profesional de 2019 fue una serie de carreras de ciclismo en ruta que se realizó en España. Comenzó el 31 de enero con la Trofeo Las Salinas y finalizó el 15 de septiembre con la Vuelta a España.
Formaron parte de la clasificación todos los ciclistas masculinos profesionales de España que hacían parte del UCI WorldTeam, Profesional Continental y Continental sin límite de nacionalidad estableciendo un sistema de puntuación en función de la posición conseguida en cada competencia y a partir de ahí se creaba la clasificación.
La Copa constó de 18 carreras del calendario español bajo las categorías UCI WorldTour, 1.HC, 2.HC, 1.1 y 2.1 del UCI Europe Tour, excepto las que declinaban estar en esta competición.

## Sistema de puntos
En cada carrera, los primeros 20 corredores ganaban puntos y el corredor con la mayor cantidad de puntos en general era considerado el ganador de la Copa de España. Se llevaron a cabo un sistema de puntos separado para las carreras por etapas, las carreras de un día, el Campeonato de España en Ruta y los ganadores de etapas.

### Clasificación carreras por etapas
| Posición | 1   | 2  | 3  | 4  | 5  | 6  | 7  | 8  | 9  | 10 | 11 | 12 | 13 | 14 | 15 | 16 | 17 | 18 | 19 | 20 |
| Puntos   | 100 | 90 | 80 | 70 | 60 | 55 | 50 | 45 | 40 | 35 | 30 | 25 | 20 | 15 | 10 | 8  | 6  | 4  | 2  | 1  |

### Clasificación carreras de un día
| Posición | 1  | 2  | 3  | 4  | 5  | 6 | 7 | 8 | 9 | 10 |
| Puntos   | 50 | 40 | 30 | 20 | 10 | 8 | 6 | 4 | 2 | 1  |

### Clasificación Campeonato de España
| Posición | 1  | 2  | 3  | 4  | 5  | 6  | 7  | 8  | 9  | 10 | 11 | 12 | 13 | 14 | 15 | 16 | 17 | 18 | 19 | 20 |
| Puntos   | 80 | 75 | 70 | 65 | 60 | 55 | 50 | 45 | 40 | 35 | 30 | 25 | 20 | 15 | 10 | 8  | 6  | 4  | 2  | 1  |

### Clasificación ganadores de etapas
| Posición | 1  | 2  | 3 | 4 | 5 | 6 | 7 | 8 | 9 | 10 |
| Puntos   | 15 | 10 | 8 | 7 | 6 | 5 | 4 | 3 | 2 | 1  |

## Carreras puntuables
| Clasificación | Clasificación                 | Clasificación                    | Clasificación      | Clasificación          | Clasificación                        | Clasificación |
| Pos.          | Fecha                         | Carrera                          | Ganador            | Equipo                 | Líder de la clasificación individual |               |
| ------------- | ----------------------------- | -------------------------------- | ------------------ | ---------------------- | ------------------------------------ | ------------- |
| 1.º           | 31 de enero                   | Trofeo Las Salinas               | Jesús Herrada      | Cofidis                | Jesús Herrada                        |               |
| 2.º           | 1 de febrero                  | Trofeo Andrach-Lloseta           | Emanuel Buchmann   | Bora-Hansgrohe         | Jesús Herrada                        |               |
| 3.º           | 2 de febrero                  | Trofeo Serra de Tramuntana       | Tim Wellens        | Lotto Soudal           | Jesús Herrada                        |               |
| 4.º           | 3 de febrero                  | Trofeo Playa de Palma            | Marcel Kittel      | Katusha-Alpecin        | Jesús Herrada                        |               |
| 5.º           | 6-10 de febrero               | Vuelta a la Comunidad Valenciana | Ion Izagirre       | Astana                 | Alejandro Valverde                   |               |
| 6.º           | 25-31 de marzo                | Volta a Cataluña                 | Miguel Ángel López | Astana                 | Alejandro Valverde                   |               |
| 7.º           | 6 de abril                    | Gran Premio Miguel Induráin      | Jonathan Hivert    | Direct Énergie         | Ion Izagirre                         |               |
| 8.º           | 8-13 de abril                 | Vuelta al País Vasco             | Ion Izagirre       | Astana                 | Ion Izagirre                         |               |
| 9.º           | 14 de abril                   | Klasika Primavera                | Carlos Betancur    | Movistar               | Ion Izagirre                         |               |
| 10.º          | 26-28 de abril                | Vuelta a Castilla y León         | Davide Cimolai     | Israel Cycling Academy | Ion Izagirre                         |               |
| 11.º          | 3-5 de mayo                   | Vuelta a Asturias                | Richard Carapaz    | Movistar               | Ion Izagirre                         |               |
| 12.º          | 10-12 de mayo                 | Vuelta a la Comunidad de Madrid  | Clément Russo      | Arkéa Samsic           | Ion Izagirre                         |               |
| 13.º          | 17-19 de mayo                 | Vuelta a Aragón                  | Eduard Prades      | Movistar               | Ion Izagirre                         |               |
| 14.º          | 25 de julio                   | Clásica de Ordizia               | Rafa Valls         | Movistar               | Ion Izagirre                         |               |
| 15.º          | 31 de julio                   | Circuito de Guecho               | Jon Aberasturi     | Caja Rural-Seguros RGA | Ion Izagirre                         |               |
| 16.º          | 3 de agosto                   | Clásica de San Sebastián         | Remco Evenepoel    | Deceuninck-Quick Step  | Ion Izagirre                         |               |
| 17.º          | 13-17 de agosto               | Vuelta a Burgos                  | Iván Ramiro Sosa   | INEOS                  | Ion Izagirre                         |               |
| 18.º          | 24 de agosto-15 de septiembre | Vuelta a España                  | Primož Roglič      | Jumbo-Visma            | Alejandro Valverde                   |               |

## Clasificaciones Finales
Clasificaciones finales tras la Vuelta a España:

### Individual
| Posición | Ciclista           | Equipo                        | Puntos |
| -------- | ------------------ | ----------------------------- | ------ |
| 1.º      | Alejandro Valverde | Movistar                      | 454    |
| 2.º      | Ion Izagirre       | Astana                        | 407    |
| 3.º      | Nairo Quintana     | Movistar                      | 279    |
| 4.º      | Jonathan Lastra    | Caja Rural-Seguros RGA        | 259    |
| 5.º      | Alex Aranburu      | Caja Rural-Seguros RGA        | 239    |
| 6º       | Óscar Rodríguez    | Euskadi Basque Country-Murias | 222    |
| 7º       | Eduard Prades      | Movistar                      | 197    |
| 8º       | Enric Mas          | Deceuninck-Quick Step         | 189    |
| 9º       | Richard Carapaz    | Movistar                      | 184    |
| 10º      | Jesús Herrada      | Cofidis                       | 178    |

### Jóvenes
| Posición | Ciclista       | Equipo            | Puntos |
| -------- | -------------- | ----------------- | ------ |
| 1.º      | Sergio Higuita | Fundación Euskadi | 118    |
| 2.º      | Bandera de ?   | Bandera de ?      |        |
| 3.º      | Bandera de ?   | Bandera de ?      |        |

### Equipos
| Posición | Equipo       | Puntos |
| -------- | ------------ | ------ |
| 1.º      | Movistar     |        |
| 2.º      | Bandera de ? |        |
| 3.º      | Bandera de ? |        |
| 4.º      | Bandera de ? |        |
| 5.º      | Bandera de ? |        |